# Jawbox
I Jawbox sono stati un gruppo alternative rock statunitense, formato nel 1989 a  Washington dal cantante e chitarrista J. Robbins, la bassista Kim Coletta ed il batterista Adam Wade. Bill Barbot (voce e chitarra) e Zach Barocas (batteria) sono entrati a far parte della formazione successivamente, con il secondo a sostituire Wade.

## Formazione

### Ultima
- J. Robbins - voce, chitarra
- Bill Barbot - voce, chitarra
- Kim Coletta - basso
- Zach Barocas - batteria

### Ex componenti
- Adam Wade - batteria

## Discografia

### Album in studio
- 1991 - Grippe (Dischord Records)
- 1992 - Novelty (Dischord Records)
- 1994 - For Your Own Special Sweetheart (Atlantic)
- 1996 - Jawbox (TAG Recordings)

### Raccolte
- 1998 - My Scrapbook of Fatal Accidents (DeSoto)

### EP
- 1990 - Jawbox (DeSoto)

### Singoli
- 1992 - Tongues (Dischord Records)
- 1993 - Jackpot Plus (Dischord Records)
- 1993 - Simple Machines Working Holiday: September (Simple Machines)
- 1994 - Savory + 3 (Atlantic)
- 1994 - Cooling Card (Atlantic)
- 1995 - Absenter (DeSoto)

### Split
- 1991 - Split w/ Jawbreaker
- 1995 - Your Choice Live Series (Your Choice Records,  split coi Leatherface)